# Hilda de Paulo
Hilda de Paulo (Inhumas, 1987) é uma artista multidisciplinar, curadora, pesquisadora, escritora, poetisa travesti e ativista transfeminista e decolonial brasileira.

## Percurso
Hilda nasceu em Inhumas, em Goiás, na região do cerrado onde viveu até a sua adolescência. Sua relação com a região onde nasceu se reflete na exposição Princesinha do Cerrado porque esse era o nome pelo qual a sua cidade era conhecida nos anos 1930.  Seu trabalho também traz reflexões sobre a vivência trans e da experiência como imigrante brasileira em Portugal, na cidade do Porto, onde vive e trabalha.
Formou-se em História de Arte pela Faculdade de Belas Artes da Universidade do Porto e continuou os seus estudos na mesma faculdade, com uma especialização em Práticas Artísticas Contemporâneas e em 2022, era mestranda em Artes Plásticas com percurso em Escultura, a desenvolver uma dissertação intitulada Saberes Transfeministas como Prática de Autorrecuperação: Da Transição do Objeto à Sujeita nas Espacializações Femininas e Reelaborações de Si.
Hilda integrou exposições coletivas nacionais e internacionais, e algumas de suas obras fazem parte do acervo permanente do Museu de Arte Moderna do Rio de Janeiro (MAM), do Museu de Arte Contemporânea de Niterói (MAC), da Fundação Memorial da América Latina, em São Paulo, e da Fundação de Serralves e da Coleção Municipal de Arte da cidade do Porto, em Portugal.
Participou das seguintes residências artísticas: TUP em Residência (mala voadora; CRL-Central Elétrica; Túnel, Porto, Portugal, 2021-22); Programa de Residências Despina (Rio de Janeiro-RJ, Brasil, 2019); Fjúk Arts Centre (Húsavík, Islândia, 2015-16); e Casa do Sol – Instituto Hilda Hilst (Campinas-SP, Brasil, 2014).
Hilda é criadora do projeto Arquivo Gis, em homenagem a Gisberta Salce, que reúne documentação sobre representações de pessoas trans de Portugal.
Hilda também é programadora dos festivais Queer Lisboa e Queer Porto, membra fundadora da Cia. Excessos e da eRevista Performatus, que dirige com o artista visual Tales Frey, e ainda organizadora e diretora da Mostra Performatus.
Em 2022, apresentou na mala voadora, Porto, a palestra-performance-oficina criada por si O Que Vem Depois da Esperança? com produção do Teatro Universitário do Porto. Esta peça ganhou o Criatório 2021, concurso anual da Câmara Municipal do Porto de apoio à criação artística.
No âmbito da exposição Ana Mendieta: Silhueta em Fogo, foi curadora da mostra terra abrecaminhos no SESC Pompeia (2023), que aproximava a obra de Ana Mendieta a de outras 30 pessoas representantes das artes contemporâneas. A abordagem incluiu representatividade e feminismos negros, decoloniais, chicanos e ecotransfeministas, reunindo nomes como Carolee Schneemann (1939-2019), Celeida Tostes (1929-1995), Laura Aguilar (1959-2018) e Márcia X. (1959-2005). Além de expoentes das artes ainda em atividade, como Suzana Queiroga, Ricca Lee, Cecilia Vicuña, Regina José Galindo, Yara Pina e a travesti Vulcanica Pokaropa.

## Reconhecimentos
As suas obras fazem parte do acervo de instituições de relevo no Brasil e em Portugal, tal como da Coleção Municipal de Arte da cidade do Porto, adquirida em 2022 (Eu Gisberta, 2015), o do Museu de Arte Moderna do Rio de Janeiro (MAM), o do Museu de Arte Contemporânea (MAC) de Niterói, e o da Fundação Memorial da América Latina.
Em 2020, fez parte da seleção de 24 artistas que ocuparam mupis na cidade do Porto, na exposição Poético ou Político?, promovida pela associação cultural Saco Azul, do espaço Maus Hábitos.
Em 2022, foi convidada do podcast A Beleza das Pequenas Coisas, pelo jornalista Bernardo Mendonça, do jornal Expresso.

## Obra

### Performances e apresentações
- 2022, Mala Voadora, Porto[1]

- 2021-2022, O que vem depois da Esperança, Porto e Lisboa[1][8]

- 2021, Identidades, no Coliseu do Porto[1]

- 2021, O corpo nunca existe em si mesmo, Teatro Municipal do Porto[16]

### Exposições
- 2023, Eu Como Você, com Tales Frey[17]

- 2021, Princesinha do Cerrado, Associação Cultural CAAA, Guimarães[18][5]

- 2020, Poético ou Político?, Maus Hábitos, Porto[19]

### Artes visuais
- 2021, avó: rainha da terceira idade em 2000; mãe: rainha estudantil em 1983-1984-1985; eu: rainha quando?  - Plotter, 230x75cm[9]

- 2020, ...que eu também não adoeça de Brasil![20]
- 2015, Eu Gisberta - Fotografia, 100x100cm[9]

### Projetos
- 2022, Arquivo Gis, projeto que reúne registos, obras, memórias e histórias de Gisberta Salce[1]

- Cia. Excessos[1]

- Revista Performatus, em parceria com Tales Frey[1]

### Publicações
- 2023, Hilda de Paulo #01[21]